# ピアノソナタ第8番 (ベートーヴェン)
ピアノソナタ第8番（ピアノソナタだいはちばん）ハ短調 作品13『悲愴大ソナタ』（"Grande Sonate pathétique"）は、ルートヴィヒ・ヴァン・ベートーヴェンが作曲したピアノソナタ。作曲者の創作の初期を代表する傑作として知られる。

## 概要
正確な作曲年は定められていないものの1798年から1799年にかけて書かれたものと考えられており、スケッチ帳には作品9の弦楽三重奏曲と並ぶ形で着想が書き留められている。楽譜は1799年にウィーンのエーダーから出版され、早くからベートーヴェンのパトロンであったカール・アロイス・フォン・リヒノフスキー侯爵へと献呈された。本作はベートーヴェンのピアノソナタの中で初めて高く、永続的な人気を勝ち得た作品である。楽譜の売れ行きもよく、気鋭のピアニストとしてだけでなく作曲家としてのベートーヴェンの名声を高める重要な成功作となる。
『悲愴』という標題は初版譜の表紙に既に掲げられており、これがベートーヴェン自身の発案であったのか否かは定かではないものの、作曲者本人の了解の下に付されたものであろうと考えることができる。ベートーヴェンが自作に標題を与えることは珍しく、ピアノソナタの中では他に第26番『告別』があるのみとなっている。『悲愴』が意味するところに関する作曲者自身による解説は知られていない。標題についてパウル・ベッカーはそれまでの作品では垣間見られたに過ぎなかったベートーヴェンらしい性質が結晶化されたのであると解説を行っており、ヴィルヤム・ビーアントは「（標題は）気高い情熱の表出という美的な概念の内に解されるべきである」と説いている。
ミュージカル・タイムズ誌に1924年に掲載された論説は、本作の主題にはベートーヴェンも称賛を惜しまなかったルイジ・ケルビーニが1797年に発表したオペラ『メデア』の主題と、非常に似通った部分があるとしている。他にも、同じくハ短調で本作と同様の楽章構成を持つヴォルフガング・アマデウス・モーツァルトのピアノソナタ第14番の影響も取り沙汰される。とりわけ、第2楽章アダージョ・カンタービレの主題はモーツァルトの作品の第2楽章に見られるものと著しく類似している。また、未完に終わった交響曲第10番の冒頭主題が同主題に類似したものだったという研究成果が発表されている。グスタフ・ノッテボームは本作の終楽章が構想段階ではヴァイオリンとピアノのための楽曲であった可能性を指摘している。
このピアノソナタはベートーヴェンの「ロメオとジュリエット」期の心境、すなわち「青春の哀傷感」を写し取ったものと表現される。描かれているのは後年の作品に現れる深遠な悲劇性とは異なる次元の哀切さであるが、そうした情感を音楽により伝達しようという明確な意識が確立されてきた様子を窺い知ることが出来る。劇的な曲調と美しい旋律は本作を初期ピアノソナタの最高峰たらしめ、今なお多くの人に親しまれている。
イグナーツ・モシェレスは、1804年に図書館でこの作品を発見して写しを取って持ち帰ったところ、音楽教師から「もっと立派な手本を基にしてスタイルが出来上がるよりも先に、そんな奇矯な作品を弾いたり勉強してはならないと注意を受けた」と回想している。ベートーヴェン自身は持ち前のレガート奏法を駆使し、あたかもその場で創造されたものであるかのように弾いたとアントン・シンドラーは証言している。その様子は既によく知られていた本作と同じ曲が演奏されているのかと耳を疑うほどであったとされる。
本作はピアノソナタ第14番（月光）、第23番（熱情）と合わせてベートーヴェンの三大ピアノソナタと呼ばれることもある。約100年後にロシアの作曲家ピョートル・チャイコフスキーが交響曲第6番『悲愴』を作曲しているが、その第1楽章にはこのピアノソナタの冒頭主題とよく似たモチーフが使用されている。

## 演奏時間
約17-19分。

## 楽曲構成

### 第1楽章
Grave 4/4拍子 - Allegro di molto e con brio 2/2拍子 ハ短調
ソナタ形式。譜例1に示されるグラーヴェの序奏が置かれ、展開部とコーダでも姿を見せる。同様の手法は選帝侯ソナタ第2番 WoO.47-2（1782年-1783年）の第1楽章にも見られる。
譜例1
急速な半音階の下降で序奏部を終えると主部が開始され、第1主題がトレモロの伴奏に乗って現れる（譜例2）。
譜例2
譜例2が発展して緊張の高まりを迎え、落ち着きを取り戻すと次なる主題が変ホ短調に提示される（譜例3）。
譜例3
さらに管弦楽的な広がりを持った変ホ長調の主題が続く（譜例4）。同主音の短調長調による対照的な譜例3と譜例4はいずれもソナタの第2主題となり得る性格を有しており、こうした構成に関しては第3番のソナタの第1楽章で行われた主題配置が先例となっている。譜例2によるコデッタが提示部を結び反復記号が置かれるが、この反復を受けて曲の冒頭に戻るか、主部の開始点に戻るかは奏者によって意見のわかれるところである。
譜例4
提示部の反復が終わるとト短調で譜例1が再現されて展開部となる。展開部は第1主題に基づいて勢いよく開始するが、その中に序奏部の音型がリズムを変えて巧みに織り込まれている。展開部の半ばほどで既にト音を執拗に鳴らす左手のトレモロの音型がペダルポイントを形成しており、十分に準備された後に4オクターヴに及ぶ下降音型から再現部に入る。再現部では第1主題とヘ短調の譜例3の間に新たな推移が置かれ、譜例4はハ短調となって現れる。コデッタがハ短調でクライマックスに達したところで再び譜例1が挿入され、第1主題による短いコーダで力強く終結する。

### 第2楽章
Adagio cantabile 2/4拍子 変イ長調
ロンド形式。ベートーヴェンの書いた最も有名な楽章のひとつである。ヴィリバルト・ナーゲルはベートーヴェン全作品中でも指折りの音楽と評価しており、マイケル・スタインバーグはこの楽章のために「ハープシコードの所有者は最寄りのピアノ屋に駆け込んだに違いない」と述べた。美しく、物憂い主題が静かに奏で始められる（譜例5）。
譜例5
声部を増やして譜例5が1オクターヴ高く繰り返されると、譜例6のエピソードがヘ短調で奏される。
譜例6
続く譜例5[ハ短調]の再現が終わると中間部となる。3連符の伴奏の上に変イ短調の主題が導かれる（譜例7）。
譜例7
譜例7は大きく盛り上がるとホ長調へ転調して繰り返される。第3の部分は譜例5の再現であるが、譜例7とともに新たに提示された3連符がそのまま持ち越される。3連符を用いた小規模なコーダが置かれ、静かに楽章の幕が下ろされる。

### 第3楽章
Rondo, Allegro 2/2拍子 ハ短調
ロンド形式。譜例8のロンド主題は譜例3から導かれているが、第1楽章とは異なって劇的な表現を抑えて洗練された簡素さを感じさせる。
譜例8
推移部を挟んでドルチェの主題が変ホ長調で奏される。
譜例9
3連符主体の経過が穏やかなエピソードを中間に置いて繰り返され、フォルテッシモの下降音階の最低音にフェルマータを付して区切りをつけ、譜例8の再現へと移っていく。次に出されるのは優美な変イ長調の主題である（譜例10）。対位法的な手法を駆使して左右の手に現れた旋律が声部を交代しながら繰り返されていく。
譜例10
対旋律がスタッカートの音型に取って代わられて忙しない経過楽句に接続されると、再び下降音階で区切られてロンド主題の再現へと進められる。主題を低声部に移すなど変化を持たせながら、譜例9もハ長調で続けて再現される。3連符のエピソードもこれに追随し、再度現れた譜例8からコーダに至る。終わり付近で譜例8が回想されつつ静まっていくが、最後は突如フォルテッシモに転じて強力に全曲を結ぶ。作曲者自身はこの楽章を「ユーモラス」に弾いたと伝えられる。

## その他
編曲例
- ヤドカリ 「ベートーベン」
- 鈴木愛 「そっと。」（第2楽章） [GuiterFreaks&DrumMania]
- KOHTA 「RESONATE 1794」（第1楽章） [beatmaniaIIDX]
- ビリー・ジョエル 「THIS NIGHT」（第2楽章）
- 森田浩司 「愛のX」（第2楽章）
- 橋本祥路作曲　 心の中にきらめいて（第2楽章）
- シンフォニー・エックス 「Sonata」- 『トワイライト・イン・オリンポス』の3曲目に収録（第2楽章）
- SMAP 「Theme of 008 (piano sonata no.8)」- 『SMAP 008 TACOMAX』の1曲目に収録
- 上田知華+KARYOBIN 「BGM」（第3楽章）
- 平原綾香&藤澤ノリマサ「Sailing my life」（第2楽章）
- ルネッサンス  「Island」- 1stアルバムの中の3曲目に収録 (第1楽章及び第3楽章)
- シジマサウンズ 「一番好きなあなたへ」（第2楽章）
- mihimaru GT「Love Letter」- メロディーを一部サンプリングしている（第2楽章）
- Joseph McManners [In Dreams] 09-Music of the Angles (第2楽章）
- ドラゴンハーフ　『Dragon Half』ドラマCD(1993年)中「戦え!サンハーフ」主題歌 作詞：松宮恭子　編曲：岸村正実　歌：坂井紀雄 (第3楽章)
- 上原ひろみ 「ベートーヴェン:ピアノ・ソナタ 第8番《悲愴》第2楽章」 - 『ヴォイス』に収録
- キッス 「Great Expectations」（地獄の軍団）（第2楽章）
- 渡辺直美 「見えないスタート」（2017年の競艇テーマソング）（第2楽章）
- ルイーズ・タッカー (Louise Tucker) - Midnight Blue  (en)   （第2楽章）

使用例
- のだめカンタービレ（Lesson 1およびLesson67で、のだめが演奏している）
- るろうに剣心 -明治剣客浪漫譚- （第60話 「勝利を許されし者 志々雄対剣心 終幕！」で第2楽章がBGMとして使用されている）
- WXIII 機動警察パトレイバー　（作品のクライマックスにおいて流される）
- HERO 第2期　（第7話のみ第2楽章がBGMとして使用）
- 心が叫びたがってるんだ。「心が叫びだす～あなたの名前を呼ぶよ」　（予告編のBGMのほか、作中でも重要な場面で使用されている）
- 遺留捜査 第1シーズン （第4話 「紅い石」で第2楽章がBGMとして使用されている）
- 銀河英雄伝説 (ゲーム) （スーパーファミコン版で、第1楽章をアレンジしたものが使用されている）
- スーパーカブ(アニメ) (第8話終末部で第2楽章をBGMとして使用)